# Joanna Senyszyn

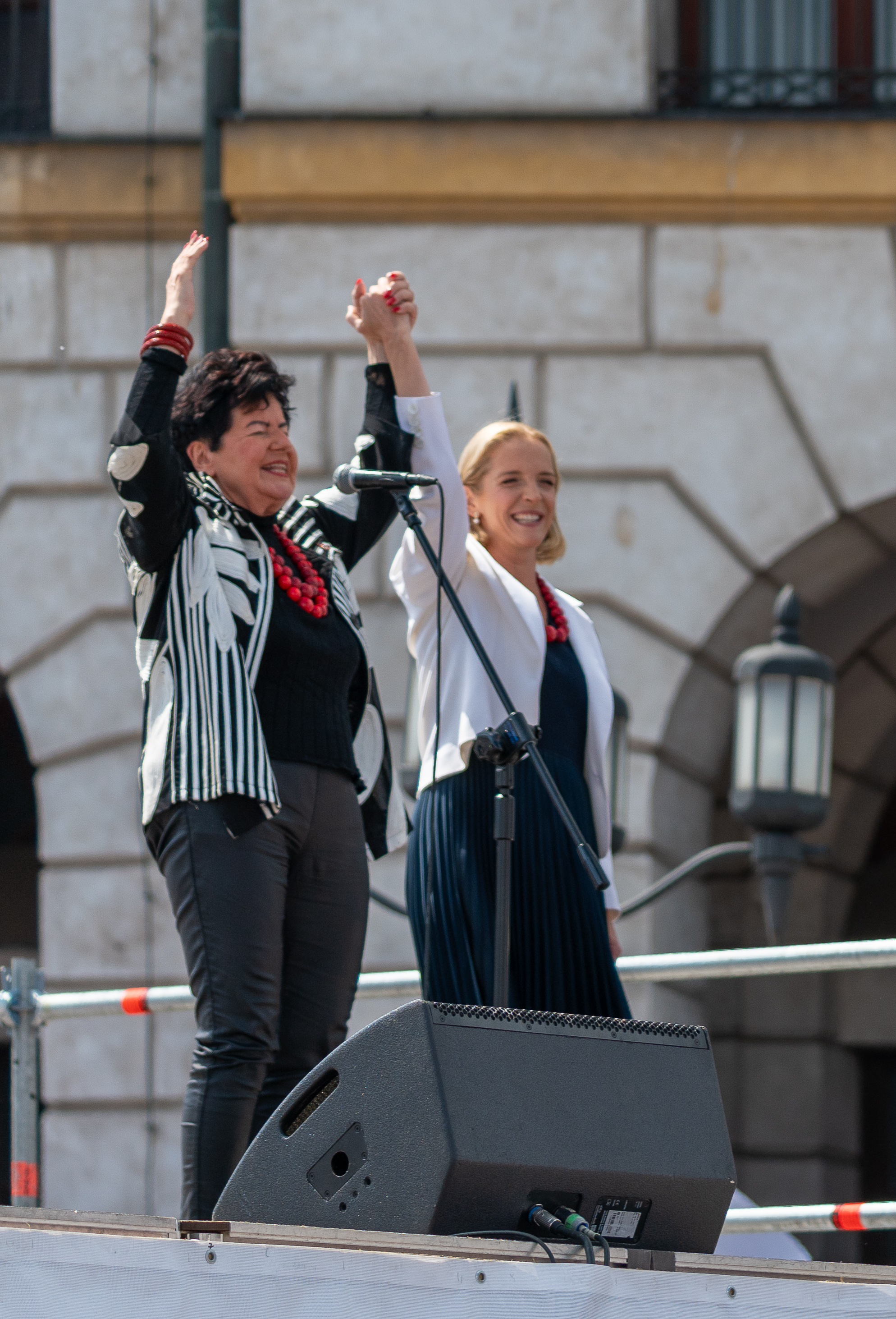
Joanna Senyszyn i Małgorzata Trzaskowska podczas Wielkiego Marszu Patriotów w Warszawie (2025)

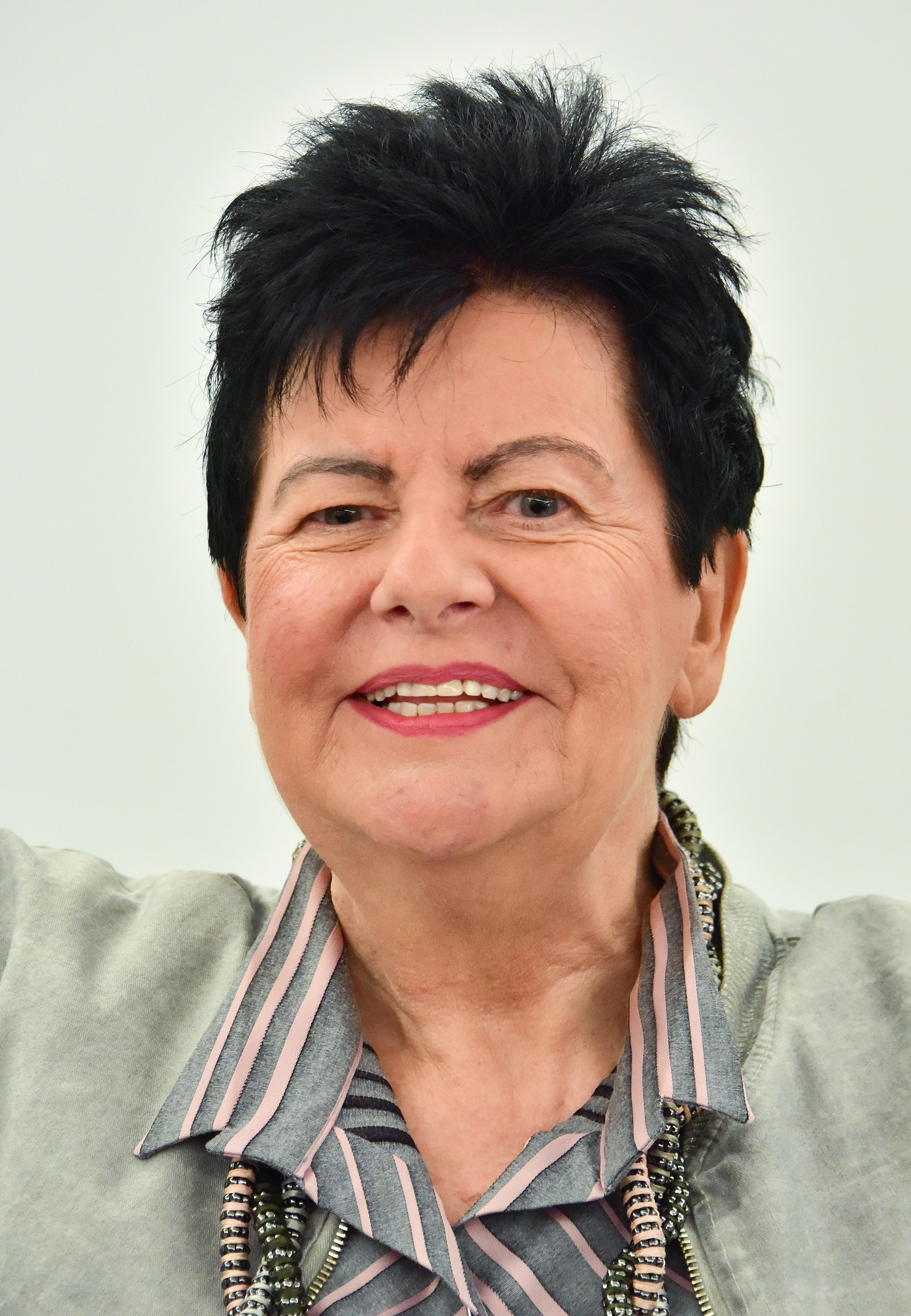
Joanna Senyszyn w Sejmie (2019)

Joanna Senyszyn z domu Raulin (ur. 1 lutego 1949 w Gdyni) – polska ekonomistka, nauczycielka akademicka, polityczka i działaczka społeczna, publicystka. Profesor nauk ekonomicznych, profesor zwyczajny Uniwersytetu Gdańskiego, w latach 1996–2002 dziekan Wydziału Zarządzania Uniwersytetu Gdańskiego, w latach 1994–1995 rektor Wyższej Szkoły Administracji i Biznesu w Gdyni. Posłanka na Sejm IV, V, VI i IX kadencji (2001–2009, 2019–2023), deputowana do Parlamentu Europejskiego VII kadencji (2009–2014). Kandydatka na urząd prezydenta RP w wyborach w 2025.

## Życiorys

### Wykształcenie, działalność naukowa i publicystyczna
Absolwentka III Liceum Ogólnokształcącego im. Marynarki Wojennej RP w Gdyni. W 1972 uzyskała tytuł zawodowy magistra na Wydziale Ekonomiki Transportu Uniwersytetu Gdańskiego (na kierunku międzynarodowe stosunki ekonomiczne). W 1977 doktoryzowała się w zakresie nauk ekonomicznych na Wydziale Ekonomiki Produkcji UG. W 1992 habilitowała się na tym samym wydziale na podstawie rozprawy pt. Konsumpcja żywności w świetle potrzeb i uwarunkowań. W 1996 otrzymała tytuł profesora nauk ekonomicznych.
Po studiach w 1972 podjęła pracę na macierzystej uczelni, na UG doszła do stanowiska profesora zwyczajnego (1998). W latach 1994–1995 była pierwszym rektorem Wyższej Szkoły Administracji i Biznesu w Gdyni. W latach 1996–2002 przez dwie kadencje pełniła funkcję dziekana Wydziału Zarządzania Uniwersytetu Gdańskiego. W 2001 objęła stanowisko kierownika Katedry Badań Rynku na Wydziale Nauk Społecznych UG.
Jest autorką i współautorką około stu pięćdziesięciu publikacji z zakresu marketingu, poziomu życia i konsumpcji. Wypromowała sześciuset magistrów i sześciu doktorów. W 2019 zakończyła pracę akademicką.
Otrzymała stałą rubrykę w antyklerykalnym tygodniku „Fakty i Mity” pt. Katedra Profesor Joanny S.; jej teksty ukazywały się także w antyklerykalnym tygodniku „Nie” oraz lewicowych czasopismach „Przegląd” i „Trybuna”. W 2020 podjęła współpracę z tygodnikiem „Fakty po Mitach”.
W maju 2025 rozpoczęła współpracę z RMF FM jako prowadząca program Jak żyć, być i kochać w XXI wieku.

### Działalność polityczna
W latach 1975–1990 należała do Polskiej Zjednoczonej Partii Robotniczej. W 1980 wstąpiła do Niezależnego Samorządnego Związku Zawodowego „Solidarność”, opuściła go w 1995. W 1994 startowała bez powodzenia w wyborach do Rady Miasta Gdynia z ramienia Gdyńskiego Bloku Samorządowego „Nasza Gdynia” (zdobyła 243 głosy). W latach 1998–2001 była radną Sejmiku Województwa Pomorskiego I kadencji z ramienia Sojuszu Lewicy Demokratycznej.
W wyborach parlamentarnych w 2001 dostała się do Sejmu z listy Sojuszu Lewicy Demokratycznej – Unii Pracy. Bezskutecznie kandydowała w wyborach do Parlamentu Europejskiego w 2004. Od czerwca 2005 do czerwca 2008 pełniła funkcję wiceprzewodniczącej SLD. W wyborach parlamentarnych w 2005 skutecznie ubiegała się o reelekcję w wyborach krajowych. W wyborach parlamentarnych w 2007 po raz trzeci została posłanką, kandydując z listy koalicji Lewica i Demokraci i otrzymując 25 193 głosy. Pełniła funkcję wiceprzewodniczącej Polsko-Tajwańskiego Zespołu Parlamentarnego. Posiadała honorowe członkostwo w partii Racja Polskiej Lewicy.
W wyborach do Parlamentu Europejskiego w 2009 uzyskała mandat eurodeputowanej. W Parlamencie Europejskim dołączyła do frakcji Postępowego Sojuszu Socjalistów i Demokratów. Została także wybrana wiceprzewodniczącą komisji na rzecz przestrzegania świeckiej polityki i rozdziału kościoła od państwa w krajach Unii Europejskiej. W grudniu 2011 bez powodzenia ubiegała się o przewodnictwo w SLD, została wówczas ponownie wiceprzewodniczącą partii; była nią do stycznia 2016.
W wyborach w 2014 bezskutecznie ubiegała się o europarlamentarną reelekcję. W 2015 kandydowała natomiast bez powodzenia do Sejmu jako liderka gdańskiej listy wyborczej Zjednoczonej Lewicy. W wyborach samorządowych w 2018 kandydowała bezskutecznie do Sejmiku Województwa Pomorskiego z listy koalicji SLD Lewica Razem.
W wyborach w 2019 wystartowała ponownie z listy SLD do Sejmu w okręgu gdyńskim, uzyskując 36 405 głosów i zdobywając mandat posła IX kadencji. Została członkinią sejmowej Komisji Kultury i Środków Przekazu, wiceprzewodniczącą Parlamentarnego Zespołu ds. Równouprawnienia Społeczności LGBT+ oraz Parlamentarnego Zespołu Praw Kobiet, współprzewodniczącą Parlamentarnego Zespołu Świeckie Państwo, a także członkinią Parlamentarnej Grupy Kobiet. W grudniu 2021 odeszła z klubu parlamentarnego Lewicy, współtworząc Koło Parlamentarne Polskiej Partii Socjalistycznej. Odeszła również z powstałej na bazie SLD Nowej Lewicy, przystępując do PPS, została wiceprzewodniczącą Rady Naczelnej PPS. Została odwołana z tej funkcji w marcu 2023. W 2022 współtworzyła Stowarzyszenie Lewicy Demokratycznej. W styczniu 2023 została przewodniczącą KP PPS, które w następnym miesiącu zostało przekształcone w Koło Parlamentarne Lewicy Demokratycznej. W sierpniu 2023 zrezygnowała z członkostwa w PPS. Ogłosiła zamiar kandydowania w wyborach w 2023 do Senatu w jednym z okręgów warszawskich; nie została jednak zarejestrowana z uwagi na niewystarczającą liczbę podpisów poparcia pod jej kandydaturą. 
W lutym 2025 zarejestrowany został jej komitet w wyborach prezydenckich w tym samym roku. PKW zarejestrowała jej kandydaturę 31 marca tegoż roku. W pierwszej turze wyborów z 18 maja tegoż roku otrzymała 1,09% głosów, zajmując 9. miejsce wśród 13 kandydatów. Przed drugą turą udzieliła poparcia Rafałowi Trzaskowskiemu.

### Działalność społeczna i medialna
Działaczka Towarzystwa Opieki nad Zwierzętami. Przez dwie kadencje zasiadała w Krajowej Komisji Etycznej ds. Doświadczeń na Zwierzętach przy Komitecie Badań Naukowych.
W 2011 założyła i została prezeską Stowarzyszenia „Polka Potrafi”. W 2013 założyła Fundację prof. Joanny Senyszyn.
W 2010 wraz z mężem Bolesławem Senyszynem wystąpiła w programie telewizyjnym On i ona. W 2012 zdubbingowała drugoplanową postać w jednym z odcinków polskojęzycznej wersji serialu Fineasz i Ferb. Na przestrzeni lat występowała w Teatrze „Groteska” w Krakowie w Reality Shopka Show, corocznym satyrycznym spektaklu z udziałem polityków.

## Poglądy
Określa się jako feministka, ateistka i osoba antyklerykalna. Uważa, że kobiety powinny dążyć do uzyskania niezależności, przede wszystkim w sferze ekonomicznej. W 2013 stwierdziła, że kobieta zależna finansowo od męża i rodziny nie może układać swojego życia tak, jak by chciała.
W 2016 powiedziała, że „kobieta ma prawo sama decydować o aborcji, ale przede wszystkim powinna być wyedukowana seksualnie, dzięki czemu częściej będzie zachodzić w planowane ciąże i mieć dostęp do taniej antykoncepcji. Takie zmiany mogłyby sprawić, że liczba aborcji w kraju zmniejszy się z obecnych 100 tys. do ok. 30 tys. rocznie. (…) Ponieważ wiadomo, że do 3. miesiąca ciąży płód nie ma zdolności do samodzielnego przetrwania poza organizmem matki, w związku z czym w większości cywilizowanych krajów do tego momentu można dokonywać aborcji”. Wyraziła uznanie za odwagę dla Natalii Przybysz, która publicznie opowiedziała o swojej aborcji.
Opowiada się za równouprawnieniem osób LGBT.

## Życie prywatne
Jest córką Ryszarda i Danuty. Jej mężem był Bolesław Senyszyn (1945–2025), sędzia i następnie adwokat. Jest bezdzietna. W 2014 przeszła zawał mięśnia sercowego.

## Wyniki wyborcze
| Wybory | Komitet wyborczy                  | Komitet wyborczy                                                     | Organ                                      | Okręg          | Wynik           |
| ------ | --------------------------------- | -------------------------------------------------------------------- | ------------------------------------------ | -------------- | --------------- |
| 1994   |                                   | Gdyński Blok Samorządowy „Nasza Gdynia”                              | Rada Miasta Gdyni II kadencji              | nr 3           | 243 (4,05%)     |
| 1998   |                                   | Sojusz Lewicy Demokratycznej                                         | Sejmik Województwa Pomorskiego I kadencji  | nr 4           | 2282 (2,19%)    |
| 2001   |                                   | Sojusz Lewicy Demokratycznej – Unia Pracy                            | Sejm IV kadencji                           | nr 26          | 8317 (2,16%)    |
| 2004   | Parlament Europejski V kadencji   | Sojusz Lewicy Demokratycznej – Unia Pracy                            | nr 1                                       | 12 861 (3,25%) |                 |
| 2005   |                                   | Sojusz Lewicy Demokratycznej                                         | Sejm V kadencji                            | nr 26          | 11 925 (3,23%)  |
| 2007   |                                   | Lewica i Demokraci                                                   | Sejm VI kadencji                           | nr 26          | 25 193 (5,00%)  |
| 2009   |                                   | Sojusz Lewicy Demokratycznej – Unia Pracy                            | Parlament Europejski VI kadencji           | nr 10          | 43 661 (4,69%)  |
| 2014   | Parlament Europejski VII kadencji | Sojusz Lewicy Demokratycznej – Unia Pracy                            | 34 588 (3,78%)                             | nr 10          |                 |
| 2015   |                                   | Zjednoczona Lewica                                                   | Sejm VIII kadencji                         | nr 25          | 13 158 (3,08%)  |
| 2018   |                                   | SLD Lewica Razem                                                     | Sejmik Województwa Pomorskiego VI kadencji | nr 2           | 12 807 (5,24%)  |
| 2019   |                                   | Sojusz Lewicy Demokratycznej                                         | Sejm IX kadencji                           | nr 26          | 36 405 (6,27%)  |
| 2025   |                                   | KW Kandydata na Prezydenta Rzeczypospolitej Polskiej Joanny Senyszyn | Prezydent RP                               | Prezydent RP   | 214 198 (1,09%) |

## Publikacje
Monografie
- Konsumpcja żywności w świetle potrzeb i uwarunkowań (Wydawnictwo Uniwersytetu Gdańskiego, 1992).
- Elementy teorii konsumpcji (wraz z Marianną Daszkowską; Wydawnictwo Uniwersytetu Gdańskiego, 1994).
- Potrzeby konsumpcyjne: wstęp do ekonomicznej teorii potrzeb (Wydawnictwo Uniwersytetu Gdańskiego, 1995).

Redakcja prac zbiorowych
- Równouprawnienie kobiet (Wydawnictwo Akademii Morskiej, 2011).
- Prawa zwierząt (Stowarzyszenie „Polka Potrafi”, 2014).
- Zdeptana tęcza: o dyskryminacji społeczności LGBT+ (Stowarzyszenie „Polka Potrafi”, 2019).

## Odznaczenia i wyróżnienia
Została odznaczona Złotym Krzyżem Zasługi (1994) oraz Medalem Komisji Edukacji Narodowej.
W 2006 i 2009 wyróżniona „Lustrem Szkła Kontaktowego”, nagrodą widzów programu TVN24 Szkło kontaktowe. W 2018 otrzymała od Koalicji Ateistycznej tytuł „Ateisty Roku”.